# Hallsvenskan 1991
Hallsvenskan 1991 genomfördes mellan 26 januari och 9 februari. Vinnare blev Jitex BK.

## Gruppspel 26 – 27 januari och 2 februari

### Grupp 1
Spelort Växjö

Östers IF – Wä IF 2 – 1

Växjö BK – Östers IF 0 – 2

Wä IF – Växjö BK 3 – 0

### Grupp 2
Spelort Växjö

Lindsdals IF – TSK/Svalöv 0 – 0

TSK/Svalöv – Djurgårdens IF 1 – 0

Djurgårdens IF – Lindsdals IF 2 - 1

### Grupp 3
Spelort Luleå

Alviks IK – Assi IF 0 – 0

Assi IF – Umeå Södra IF 0 – 2

Umeå Södra IF – Alviks IK 1 – 1

### Grupp 4
Spelort Jönköping

IFK Jönköping – BK Astrio 0 – 1

IF Brage – IFK Jönköping 0 – 0

BK Astrio – IK Brage 1- 1

### Grupp 5
Spelort Jönköping

IFK Värnamo – Mariestads BoIS 0 – 2

Tyresö FF – IFK Värnamo 3 – 0

Mariestads BoIS – Tyresö FF 1 – 0

### Grupp 6
Spelort Jönköping

Niltorps IK – Rölanda IF 0 – 2

Gideonsbergs IF – Niltorps IK 11 – 0

Rölanda IF – Gideonsbergs IF 0 – 1

### Grupp 7
Spelort Jönköping

Mariedals IK – Jitex BK 0 – 2

Bälinge IF – Mariedals IK 0 – 0

Jitex BK – Bälinge IF 1 – 0

### Grupp 8
Spelort Jönköping

Trollhättans IF – Karlsluns IF 0 – 0

Hammarby IF – Trollhättans IF 2 – 0

Karlslunds IF – Hammarby IF 0 – 1

## Slutspel. Spelort Jönköping 8 – 9 februari 1991

### Kvartsfinaler
Östers IF – Mariestads BoIS 2 – 1

Umeå Södra IF – Jitex BK 0 – 2

TSK/Svalöv – Gideonsbergs IF 1 – 3

BK Astrio – Hammarby IF 0 – 2

### Semifinaler
Östers IF – Jitex BK 0 – 4

Gideonsbergs IF – Hammarby IF 4 – 5 efter straffar

#### Final
Jitex BK – Hammarby IF 1 – 0